# حسین رحمانی
حسین رحمانی (زادهٔ ۲۶ مه ۱۹۹۷) در استان تهران بازیکن فوتبال اهل ایران است که در پست دروازه‌بان برای باشگاه راه آهن تهران در لیگ بازی می‌کند.